# Westerlee (Hollande-Méridionale)
Pour les articles homonymes, voir Westerlee.
Westerlee est un hameau situé dans la commune néerlandaise de Westland, dans la province de la Hollande-Méridionale. Le 1er janvier 2008, le hameau comptait 80 habitants.